# Análise Social
Análise Social es una revista científica arbitrada publicada desde 1963. Escrita principalmente en portugués, se centra en el estudio de la ciencias sociales .
El germen de la revista fue un círculo de investigadores del Gabinete de Investigações Sociais de la Universidad Técnica de Lisboa agrupado en torno a Adérito Sedas Nunes. Su primer número fue publicado en enero de 1963. Desde 1986 es editada por el Instituto de Ciências Sociais de la Universidad de Lisboa.
También ha prestado atención a la historia contemporánea, dedicando incluso algún número, el 160, exclusivamente a biografías.